# Kevin Barry (scrittore)
Kevin Barry (Limerick, 1969) è uno scrittore irlandese.

## Biografia
Nato a Limerick nel 1969, vive e lavora a Sligo.
Dopo aver passato la giovinezza spostandosi continuamente (tra i suoi soggiorni Cork, Barcellona, Liverpool e la California), si è stabilito definitivamente a Sligo in un vecchio stabile della Royal Irish Constabulary.
Ha esordito nel 2007 con la raccolta di racconti There are Little Kingdoms (Premio Rooney per la letteratura irlandese) e successivamente ha pubblicato due romanzi e due collezione di short stories in parte tradotte in italiano.
Nel 2012 il romanzo City of Bohane ha vinto il Premio letterario dell'Unione europea e l'anno successivo è stato insignito dell'International IMPAC Dublin Literary Award.
Al 2022 è l'unico scrittore ad aver vinto due volte l'Edge Hill Short Story Prize: nel 2013 con Dark Lies the Island e nel 2021 con That Old Country Music.

## Opere principali

### Romanzi
- City of Bohane (2011)
- Beatlebone (2015)
- L'ultima nave per Tangeri (Night Boat To Tangier, 2019), Roma, Fazi, 2020 traduzione di Giacomo Cuva ISBN 978-88-93257-21-3.

### Racconti
- There are Little Kingdoms (2007)
- Dark Lies the Island (2012)
  - Il fiordo di Killary, Milano, Adelphi, 2014, traduzione di Monica Pareschi, ISBN 978-88-459-2913-7 (Contiene 3 racconti dalla prima raccolta, 8 dalla seconda più uno apparso sul New Yorker)
- That Old Country Music (2020)